# Walter Forster (Entomologe)

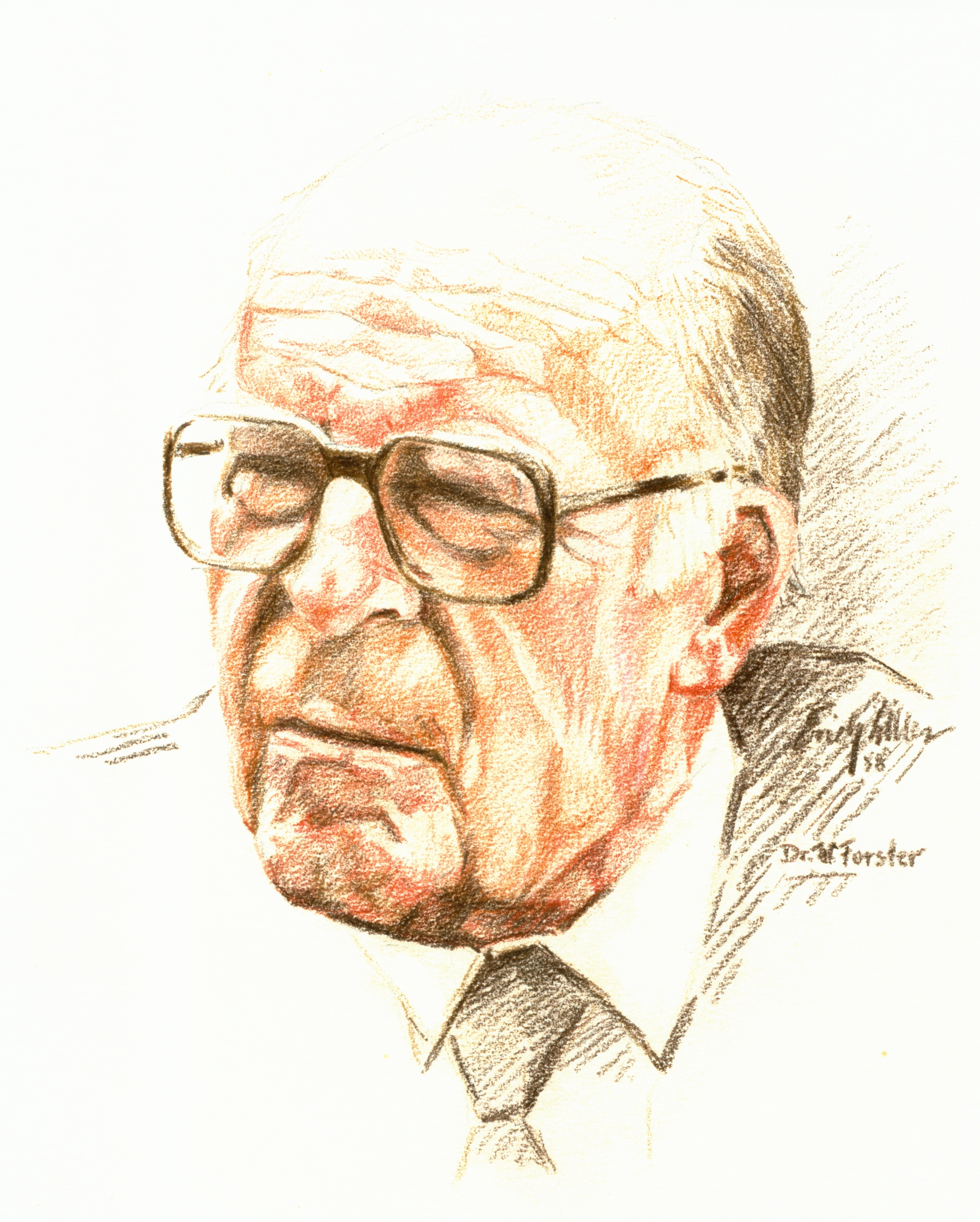
Walter Forster, Porträt, gezeichnet von Erich Diller

Walter Forster (* 12. Juli 1910 in Hörbach bei Augsburg; † 25. Dezember 1986) war ein deutscher Zoologe und Schmetterlingskundler.

## Leben
Walter Forster besuchte die Schulen in Augsburg und Memmingen, die er mit dem Abitur 1930 abschloss. Er studierte zunächst Staatswissenschaften, wechselte jedoch schon nach einem Jahr zum Studium der Zoologie, das er in Königsberg begann und in München mit der Promotion über ein Thema der Bläulinge (Lycaenidae) bei Hans Krieg 1936 abschloss. Danach wurde er Assistent an der Zoologischen Staatssammlung München, zunächst als außerplanmäßiger Mitarbeiter, 1943 als wissenschaftlicher Assistent. Ein besonderes Verdienst war, dass er die Auslagerung der Sammlungsbestände im Zweiten Weltkrieg betrieb, um die Bestände zu retten. Die Sammlungen kamen nach Freising, in das Kloster Polling, nach Neu Egling bei Murnau und nach Ohlstadt. Forster betreute die Bestände in Ohlstadt von August 1943 bis zu seiner Entlassung durch die Militärregierung im Oktober 1945.
Nach Abschluss des Entnazifizierungsverfahrens im Frühjahr 1947, dass mit der Entstufung als "Mitläufer" endete, fand er wieder eine Anstellung bei der Zoologischen Staatssammlung, die 1949 zur Position des Konservators führte.
Die Alte Akademie in der Neuhauserstraße, in der die Zoologische Staatssammlung untergebracht war, wurde in der Nacht zum 25. April 1944 durch Bomben praktisch vollständig zerstört. Nach dem Zweiten Weltkrieg war die Zoologische Staatssammlung im Nordflügel des Nymphenburger Schlosses provisorisch untergebracht.
1949/1950 nahm Walter Forster an der Deutschen Anden Kundfahrt unter Leitung von Hans Ertl teil.
Seit 1957 leitete Forster als Abteilungsdirektor die entomologische Abteilung und war schließlich in der Zeit von 1965 bis 1975 Direktor der Zoologischen Staatssammlung.
Walter Forster war sehr eng mit der Münchner Entomologischen Gesellschaft verbunden. Er war viele Jahre Schriftleiter der Mitteilungen der Entomologischen Gesellschaft, gründete 1951 das „Nachrichtenblatt der bayerischen Entomologen“ und 1962 den Bayerischen Entomologentag, der seither jährlich in München stattfindet. 1943 wurde er Sekretär der Münchner Entomologischen Gesellschaft und von 1961 bis 1985 war er 1. Vorsitzender der Münchner Entomologischen Gesellschaft.
Viele wissenschaftliche Reisen führten ihn unter anderem nach Südosteuropa, Südamerika, Ostafrika und Iran. Außerdem unterstützte er das Forschungsunternehmen in Nepal und im Himalaja, das unter Walter Hellmich seinen Sitz in der Zoologischen Staatssammlung hatte. Walter Forster erwarb ein detailliertes Wissen der Literatur, der Artenkenntnis und der Historie auf entomologischem Gebiet. Während seiner Amtszeit wurden die Insektensammlungen der Zoologischen Staatssammlung zu den bedeutendsten unter den großen Naturkundemuseen ausgebaut. Die Schwerpunkte lagen im Bereich der Schmetterlinge (Lepidoptera), Käfer (Coleoptera), Hautflügler (Hymenoptera) und Zweiflügler (Diptera). Ein weiterer bedeutender Teil seiner Arbeit bestand in der Vergrößerung der Bibliothek.
Walter Forster war verheiratet und hatte drei Kinder.

## Schriften
Zwischen 1954 und 1981 verfasste Walter Forster die Texte des fünfbändigen Werkes Die Schmetterlinge Mitteleuropas, das von Theodor A. Wohlfahrt mit Zeichnungen sowie mit Aquarellen der Falter illustriert wurde. Die Texte über die einzelnen Arten sind teilweise kurz gehalten, enthalten aber zu fast jeder Art eine Beschreibung der ersten Stände mit Nennung der Hauptfutterpflanzen der Raupen. In taxonomischer Hinsicht spiegelt das Werk den Stand der 1950er bis 1970er Jahre wider. Es gehört zu den Standardwerken zur Bestimmung von Tag- und Nachtschmetterlingen:
- mit Theodor A. Wohlfahrt: Die Schmetterlinge Mitteleuropas. Band 1: Biologie der Schmetterlinge. Franckh’sche Verlagshandlung, Stuttgart 1954, DNB 456642161.
- mit Theodor A. Wohlfahrt: Die Schmetterlinge Mitteleuropas. Band 2: Tagfalter. (Rhopalocera und Hesperiidae). Franckh’sche Verlagshandlung, Stuttgart 1955, DNB 456642188.
- mit Theodor A. Wohlfahrt: Die Schmetterlinge Mitteleuropas. Band 3: Spinner und Schwärmer. (Bombyces und Sphinges). Franckh’sche Verlagshandlung, Stuttgart 1960, DNB 456642196.
- mit Theodor A. Wohlfahrt: Die Schmetterlinge Mitteleuropas. Band 4: Eulen. (Noctuidae). Franckh’sche Verlagshandlung, Stuttgart 1971, ISBN 3-440-03752-5.
- mit Theodor A. Wohlfahrt: Die Schmetterlinge Mitteleuropas. Band 5: Spanner. (Geometridae). Franckh’sche Verlagshandlung, Stuttgart 1981, ISBN 3-440-04951-5.

Walter Forster übersetzte und bearbeitete auch die deutsche Ausgabe von Die Tagfalter Europas und Nordwestafrikas (Originaltitel: A field guide to the butterflies of Britain and Europe von Lionel O. Higgins und Norman D. Riley). Dabei verlagerte er den Schwerpunkt der Darstellung von britischen auf allgemeineuropäische Verhältnisse und passte sie neuen taxonomischen Erkenntnissen an. 1959 übersetzte er das Werk Living Insects of the World (deutscher Titel: Knaurs Tierreich in Farben: Insekten) von Alexander Barrett Klots und Elsie Broughton Klots.